# Kolné
Kolné (německy Kolben) je malá vesnice, část obce Stvolínky v okrese Česká Lípa. Nachází se asi dva kilometry severně od Stvolínek. Kolné leží v katastrálním území Stvolínecké Petrovice o výměře 3,41 km².

## Obyvatelstvo
Při sčítání lidu v roce 1921 zde žilo 61 obyvatel (z toho třicet mužů) německé národnosti a římskokatolického vyznání. Podle sčítání lidu z roku 1930 měla vesnice 68 obyvatel s nezměněnou národnostní a náboženskou strukturou.

## Přírodní památka
Obcí protéká nevelký Kolenský potok (též Kolné), na němž je největší vodopád Českolipska a tato nevelká lokalita asi 200 metrů jižně od obce je přírodní památkou Kaňon potoka Kolné. Ve skalách je vytesána řada podzemních prostor, zasypaných zčásti domovním odpadem.